# Michael Falzon (Politiker, 1945)
Michael Falzon (* 17. August 1945 in Gżira; † 5. Januar 2025) war ein maltesischer Politiker der Partit Nazzjonalista (PN), der zwischen 1976 und 1996 Mitglied des Repräsentantenhauses sowie von 1987 bis 1992 Minister für Infrastrukturentwicklung im ersten und zweiten Kabinett Fenech Adami war. Im dritten Kabinett Fenech Adami war er anschließend zwischen 1992 und 1994 zunächst Umweltminister sowie danach von 1994 bis 1996 Minister für Bildung und menschliche Ressourcen.

## Leben
Falzon, Sohn von Francis Falzon und Esther Cauchi, begann nach dem Schulbesuch ein Architekturstudium an der Fakultät für Architektur & Bauingenieurwesen der Universität Malta und schloss dieses 1969 mit einem Bachelor of Architecture ab. Danach begann er seine berufliche Tätigkeit als Architekt und war zwischen 1975 und 1985 Miteigentümer und Direktor einer Architektur- und Bauingenieurberatungsgesellschaft. Zu dieser Zeit begann er auch seine politische Laufbahn in der Partit Nazzjonalista und war Anfang 1974 Generalsekretär von deren Jugendverband sowie 1976 Informationssekretär der Partei.
Er wurde bei den Wahlen am 17. und 18. September 1976 erstmals zum Mitglied des Repräsentantenhauses gewählt und gehörte diesem als Vertreter des 10. Wahldistrikts von der vierten bis zum Ende der siebten Wahlperiode am 23. September 1996 an. 
Nach dem Sieg der Partit Nazzjonalista bei den Wahlen zum Repräsentantenhaus am 9. Mai 1987 wurde Falzon von Premierminister Edward Fenech Adami am 12. Mai 1987 als Minister für Infrastrukturentwicklung in dessen erstes Kabinett berufen. Dieses Ministeramt übernahm er vom 3. Mai 1990 bis zum 27. Februar 1992 auch im zweiten Kabinett Fenech Adami. Im dritten Kabinett Fenech Adami übernahm er vom 27. Februar 1992 bis zum 4. April 1994 zunächst den Posten als Umweltminister. Nachdem Ugo Mifsud Bonniċi am 4. April 1994 zum Präsidenten von Malta gewählt worden war, übernahm er von diesem das Amt des Ministers für Bildung und menschliche Ressourcen und hatte dieses bis zum Ende von Fenech Adamis Amtszeit am 28. Oktober 1996 inne. Sein eigener Nachfolger als Umweltminister wurde daraufhin der bisherige Minister für Verkehr und Telekommunikation Francis Zammit Dimech. 1999 wurde er Vorsitzender der Wasserversorgungsgesellschaft (Water Services Corporation). 
Im Februar 2015 zog er sich endgültig auch aus der Parteipolitik zurück und legte auch seine Funktion als Berater des Ölbeschaffungsausschusses (Oil Procurement Committee) nieder, nachdem es zu Vorwürfen wegen eines Bankkontos bei der HSBC in Genf gekommen war und das er während seiner Amtszeit als Minister verschwiegen hatte.
Aus seiner am 5. April 1970 geschlossenen Ehe mit Mary Anne Aquilina ging der Sohn David Falzon hervor.